# Неврокопски панаир
Неврокопският панаир е търговски панаир, провеждан в миналото в град Неврокоп (днес Гоце Делчев), Източна Македония.

## Дати на провеждане
Неврокопският панаир е с продължителност 15 дни. Първоначално се провежда ежегодно от 1 до 15 август, а от 1857 година е преместен в периода 25 август – 8 септември.

## Стопанско значение
През XIX и началото на XX век панаирът е един от най-големите ежегодни панаири в Македония. Той се провежда в околностите на град Неврокоп в местността Хирова ливада. Панаирът заема важно място в стопанския живот на района. На него идват търговци от Османската империя, Австро-Унгария, Франция и други европейски държави. През 1845 година на Неврокопския панаир Австрия участва със стоки за 120000 форинта, Германия – за 110000 и Англия – за 52000 форинта. На следващата година оборотът на панаира се увеличава четири пъти. Търговците от Османската империя участват със стоки само за 60000 форинта. В 1891 година Васил Кънчов посещава Неврокопско и оставя ценни сведения за панаира. Eто какво пише той:
| „ | До 1850 г. Неврокопският панаир е бил първият в Македония. По голямата търговия, що е ставала тук, можел да се равнява с него само Узунджовският и Серският панаир. От 1850 г. почнал да се въздига Прилепският. Къде 1855 г. тия два панаира съперничали един с друг. Понеже ставали в едно и също време, то заинтересовани търговци начнали да работят да се премести единият. Неврокопските бейове приели да се премести техният панаир и от 1857 г. той почнал да става от 25 август до 8 септември. От това време почнала да пада полека-лека славата на панаира. | “ |

На Неврокопския панаир се продават железарски изделия от Мървашко, платна, аби, шаяци и шамии от селата Долен и Сатовча, звънци, сахтияни и самари от Неврокоп, тютюн и памук от селата около Драма, едър и дребен добитък, кожи и вълна от селата в Родопите и Пирин. Чуждите търговци предлагат сукна, готови дамски дрехи, железарски изделия, кибрит, копринени кърпи, цигарена хартия, стъклария, лекарства и други. Сред купувачите на платове на панаира са и габровски занаятчии и търговци. Габровски търговци купуват и хартия.
След Кримската война (1853 – 1856) Неврокопският панаир запада и постепенно загубва значението си на важно търговско средище, поради масовото навлизане на европейски промишлени стоки през Солунското пристанище.
Към последното десетилетие на XIX век панаирът има само местно значение за Неврокопско и Разложко, и се ограничава главно в проджба на жива стока.През 1891 година Георги Стрезов пише, че през последните години търговският обмен на панаира възлиза на около 10000 турски лири.
В началото на ХХ век в панаирът в Неврокоп продължава да се провежда през същия период и със същата продължителност и е предназначен за едър и дребен добитък.

## Културна роля
На панаира се продават и църковни и други книги. В тефтера на гарбовския търговец Иван Симеонов от 1805-1812 година е отбелязано, че наред с ножарска стока дава на брат си Андрей за Неврокопския панаир 30 наустници по 7 гроша и 8 псалтира по 4,5 гроша.